# Maumariée
Pistes de Aveu
Ce merveilleux été Lettre anonyme à Jules
Maumariée est une chanson d'Anne Sylvestre pour Serge Reggiani, qui l'interprète et l'enregistre en 1968. Anne Sylvestre la chante ensuite dans son album Aveu en 1969.

## Historique
Cette chanson est écrite et composée par Anne Sylvestre, pour Serge Reggiani. Il la chante en récital à Bobino en mars 1968. Dans son interprétation, le chanteur en retire le premier couplet. Il l'enregistre en 1968 dans son album Et puis…, sous le titre La Maumariée.
Anne Sylvestre l'enregistre à son tour pour son album Aveu (1969).

## Thématique
« Maumariée » est une forme ancienne de « mal mariée ». Le mot désigne une femme mariée contre son gré et malheureuse avec son époux. Des chansons sur le sort funeste de ces femmes ont été recueillies dans les années 1940 et 1960 en Acadie.
La chanson parle d'une femme mariée qui s'est suicidée par noyade. Elle évoque la présence d'un autre homme « qui aurait su [l'] aimer ».

## Réception et postérité
Maumariée est mentionnée (dans sa version par Reggiani) par Vincent Ravalec dans son livre Nouvelles du monde entier, et par Angélique Villeneuve  dans son roman Nuit de septembre.